# Coupe de Nouvelle-Calédonie de football
Der Coupe de Nouvelle-Calédonie de football ist der nationale Fußballpokal von Neukaledonien. Rekordsieger ist der AS Magenta mit 16 Titeln.

## Alle Coupe-Sieger
| Saison             | Sieger                             | Ergebnis              | Finalist                           |
| ------------------ | ---------------------------------- | --------------------- | ---------------------------------- |
| 1954 Details       | Indépendante                       | 5:3                   | Uniforme Fayaoué                   |
| 1955               | nicht                              | -:-                   | ausgespielt                        |
| 1956 Details       | Patronage Laïque George Clemenceau | 2:1                   | Auswahlmannschaft Ouvéa            |
| 1957 Details       | Impassible                         | 5:2                   | Patronage Laïque George Clemenceau |
| 1958 Details       | Patronage Laïque George Clemenceau | 6:0                   | Impassible                         |
| 1959 Details       | Wé Luécilla (Lifou)                | 4:2                   | Impassible                         |
| 1960 Details       | Uniforme Fayaoué                   | 4:2 n. V.             | Indépendante                       |
| 1961 Details       | Ile des Pins                       | 1:1                   | Impassible                         |
| Wiederholungsspiel | Ile des Pins                       | 3:2                   | Impassible                         |
| 1962 Details       | Olympique Nouméa                   | 5:0                   | Patronage Laïque George Clemenceau |
| 1963 Details       | Olympique Nouméa                   | 5:1                   | Ile des Pins                       |
| 1964 Details       | JS Vallée du Tir Nouméa            | 1:0                   | USC Nouméa                         |
| 1965 Details       | JS Vallée du Tir Nouméa            | 5:2                   | Ile des Pins                       |
| 1966 Details       | JS Vallée du Tir Nouméa            | 3:0                   | AS Thio Sport                      |
| 1967 Details       | JS Vallée du Tir Nouméa            | 3:3                   | CSM                                |
| Wiederholungsspiel | JS Vallée du Tir Nouméa            | 1:0                   | CSM                                |
| 1968 Details       | JS Vallée du Tir Nouméa            | 1:1                   | ASLN Nouméa                        |
| Wiederholungsspiel | JS Vallée du Tir Nouméa            | 3:2                   | ASLN Nouméa                        |
| 1969 Details       | ASLN Nouméa                        | 2:1                   | JS Vallée du Tir Nouméa            |
| 1970 Details       | ASLN Nouméa                        | 3:1                   | Nathalo (Lifou)                    |
| 1971 Details       | ASLN Nouméa                        | 2:1                   | Gaïtcha FCN                        |
| 1972 Details       | ASLN Nouméa                        | 4:0                   | CB Ponérihouen                     |
| 1973 Details       | UAC Yaté                           | 1:0                   | JS Vallée du Tir Nouméa            |
| 1974 Details       | UAC Yaté                           | 5:2 n. V.             | ASLN Nouméa                        |
| 1975 Details       | ASLN Nouméa                        | 1:0                   | JS Vallée du Tir Nouméa            |
| 1976 Details       | Kehdek Koumac                      | 1:1                   | ASLN Nouméa                        |
| Wiederholungsspiel | Kehdek Koumac                      | 2:1                   | ASLN Nouméa                        |
| 1977 Details       | USL Gélima                         | 2:1                   | ASLN Nouméa                        |
| 1978 Details       | USL Gélima                         | 4:1                   | JS Maré Nouméa                     |
| 1979 Details       | USL Gélima                         | 3:0                   | JS Maré Nouméa                     |
| 1980 Details       | JS Baco                            | 3:2 n. V.             | CA Saint-Louis                     |
| 1981 Details       | CA Saint-Louis                     | 2:1                   | AS Ponoz                           |
| 1982 Details       | USL Gélima                         | (1:1 n. V.) 4:1 n. E. | JS Baco                            |
| 1983 Details       | AS Païta                           | 2:0                   | CB Ponérihouen                     |
| 1984 Details       | JS Baco                            | 2:0                   | AS Kunié                           |
| 1985 Details       | CA Saint-Louis                     | 3:1                   | AS Kunié                           |
| 1986 Details       | CA Saint-Louis                     | 3:0                   | AS 6e km                           |
| 1987 Details       | JS Baco                            | 2:0                   | AS Kunié                           |
| 1988 Details       | Wé Luécilla (Lifou)                | 1:0                   | CA Saint-Louis                     |
| 1989 Details       | AS Frégate                         | 3:2                   | JS Baco                            |
| 1990 Details       | CA Saint-Louis                     | 1:0                   | Entente Gélima                     |
| 1991 Details       | JS Baco                            | 3:1                   | AS Magenta Le Nickel               |
| 1992 Details       | Wé Luécilla                        | 3:0                   | AS Kunié                           |
| 1993 Details       | ASLN Thio                          | 4:1                   | CA Saint-Louis                     |
| 1994 Details       | CA Saint-Louis                     | 5:1                   | AS Qanono                          |
| 1995 Details       | JS Baco                            | 3:2                   | Wé Luécilla                        |
| 1996 Details       | AS Magenta                         | 3:0                   | Uniforme Fayaoué                   |
| 1997 Details       | CA Saint-Louis                     | 1:1 n. V. 4:3 i. E.   | Gaïtcha FCN                        |
| 1998 Details       | JS Traput                          | 1:1 n. V. 5:4 i. E.   | CS Nékoué                          |
| 1999 Details       | JS Traput                          | 1:0 n. V.             | AS Auteuil                         |
| 2000 Details       | AS Magenta                         | 1:1 n. V. 4:1 i. E.   | JS Traput                          |
| 2001 Details       | AS Magenta                         | 4:3                   | AS Mont-Dore                       |
| 2002 Details       | AS Magenta                         | 5:2                   | JS Ouvéa                           |
| 2003 Details       | AS Magenta                         | 1:0                   | JS Baco                            |
| 2004 Details       | AS Magenta                         | 2:1                   | AS Mont-Dore                       |
| 2005 Details       | AS Magenta                         | 2:1                   | JS Baco                            |
| 2006 Details       | AS Mont-Dore                       | 2:1 n. V.             | JS Baco                            |
| 2007 Details       | AS Lössi                           | 1:0                   | AS Mont-Dore                       |
| 2008 Details       | AS Mont-Dore                       | 3:0                   | AS Lössi                           |
| 2009 Details       | AS Mont-Dore                       | 3:3 n. V. 4:2 i. E.   | AS Magenta                         |
| 2010 Details       | AS Magenta                         | 2:1                   | FC Gaïtcha                         |
| 2011 Details       | FC Gaïtcha                         | 2:0                   | AS Magenta                         |
| 2012 Details       | AS Lössi                           | 1:1 n. V. 3:2 i. E.   | AS Magenta                         |
| 2013 Details       | Hienghène Sport                    | 3:1                   | AS Qanono                          |
| 2014 Details       | AS Magenta                         | 3:1                   | AS Lössi                           |
| 2015 Details       | Hienghène Sport                    | 3:0                   | AS Mont-Dore                       |
| 2016 Details       | AS Magenta                         | 2:2 n. V. 4:3 i. E.   | Hienghène Sport                    |
| 2017 Details       | AS Lössi                           | 2:1                   | Hienghène Sport                    |
| 2018 Details       | AS Magenta                         | 1:0                   | Hienghène Sport                    |
| 2019 Details       | Hienghène Sport                    | 5:3                   | AS Lössi                           |
| 2020 Details       | Hienghène Sport                    | 3:1 n. V.             | SC Ne Drehu                        |
| 2021               | nicht                              | -:-                   | ausgespielt                        |
| 2022 Details       | Hienghène Sport                    | 4:3                   | Tiga Sports                        |
| 2023 Details       |                                    |                       |                                    |